# Into the North
Into the North è un cortometraggio muto del 1913 scritto, prodotto e diretto da Theodore Wharton.

## Produzione
Il film fu prodotto dalla Essanay Film Manufacturing Company.

## Distribuzione
Distribuito dalla General Film Company, il film - un cortometraggio in due bobine - uscì nelle sale cinematografiche statunitensi il 19 maggio 1913.